# Eric Carle
Eric Carle (Syracuse, 25 de junho de 1929 - Northampton, 23 de maio de 2021) foi um designer, ilustrador e escritor de livros infantis teuto-americano. Seu livro ilustrado The Very Hungry Caterpillar (Uma Lagarta muito comilona), foi traduzido para mais de 66 idiomas e vendeu mais de 50 milhões de cópias. Sua carreira como ilustrador e autor de livros infantis decolou depois que ele colaborou em Brown Bear, Brown Bear, What Do You See? Ilustrou mais de 70 livros, a maioria dos quais  também escreveu, e mais de 145 milhões de cópias de seus livros foram vendidas em todo o mundo.
Em 2003, a American Library Association concedeu a Carle a medalha bienal Laura Ingalls Wilder (agora chamada Children's Literature Legacy Award), um prêmio para escritores ou ilustradores de livros infantis publicados nos Estados Unidos que tenham feito contribuições duradouras para o campo. Carle também foi indicado pelos EUA para o prêmio internacional bienal Hans Christian Andersen em 2010.

## Primeiros anos
Carle nasceu em 25 de junho de 1929, em Syracuse, Nova York, filho de Johanna (nascida Oelschlaeger) e Erich W. Carle, funcionário público. Quando ele tinha seis anos, sua mãe, com saudades da Alemanha, levou a família de volta para Stuttgart. Ele foi educado lá e se formou na escola de arte local, a Academia Estadual de Belas Artes de Stuttgart. Seu pai foi convocado para o exército alemão no início da Segunda Guerra Mundial (1939) e feito prisioneiro pelas forças soviéticas quando a Alemanha capitulou em maio de 1945. Voltou para casa no final de 1947, pesando 39 kg. Carle disse ao The Guardian anos depois que ele era um homem devastado quando voltou. Ele era um "homem doente. Psicologicamente, fisicamente devastado."
Carle foi enviado para a pequena cidade de Schwenningen para escapar dos bombardeios de Stuttgart. Quando  tinha 15 anos, o governo alemão convocou meninos dessa idade para cavar trincheiras na linha Siegfried. Ele não se importou em pensar nisso profundamente e disse que sua esposa achava que ele sofria de estresse pós-traumático.
Sempre com saudades dos Estados Unidos, ele sonhava em voltar para casa um dia. Ele finalmente conseguiu chegar à cidade de Nova York em 1952 com apenas quarenta dólares em economias e conseguiu um emprego como designer gráfico no departamento de promoção do The New York Times . Ele foi convocado para o Exército dos Estados Unidos durante aGuerra da Coreia e estacionado na Alemanha com a 2ª Divisão Blindada como escrevente de correio. Após a alta, ele voltou ao seu antigo emprego no The New York Times. Mais tarde, tornou-se diretor de arte de uma agência de publicidade.

## Careira como  ilustrador e escritor
O educador e autor Bill Martin Jr. notou a ilustração de uma lagosta vermelha que Carle havia criado para um anúncio e pediu-lhe que colaborasse em um livro ilustrado.
Brown Bear, Brown Bear, What Do You See?  foi publicado pela Henry Holt & Co. em 1967 e se tornou um best-seller. Assim começou a carreira de Carle como ilustrador, e logo estava escrevendo e ilustrando suas próprias histórias. Seus primeiros livros como autor e ilustrador foram 1, 2, 3 to the Zoo e The Very Hungry Caterpillar em 1969.
Sua arte foi criada como colagem, usando papéis pintados à mão, que ele recortava e sobrepunha formando imagens brilhantes e coloridas. Muitos de seus livros têm uma dimensão adicional - páginas cortadas, luzes cintilantes como em The Very Lonely Firefly, até mesmo o som natural do canto de um grilo como em The Very Quiet Cricket. Os temas de suas histórias são geralmente extraídos da natureza e dos passeios em que seu pai o levava por prados e bosques.

## Últimos anos
Por mais de 30 anos, Carle e sua segunda esposa, Barbara Morrison, viveram em Northampton, Massachusetts. Ele também era dono de uma casa em Key West, Flórida. Carle teve um filho e uma filha.
Com sua esposa, ele fundou The Eric Carle Museum of Picture Book Art: 4100 m² dedicados à arte de livros infantis em Amherst, adjacente ao Hampshire College como parte do Hampshire College Cultural Village. O museu recebeu mais de 500.000 visitantes, incluindo mais de 30.000 alunos em idade escolar, desde a sua inauguração em 2002.
Carle recebeu vários títulos honorários de faculdades e universidades, incluindo o Williams College em 2016, Smith College em 2014, Appalachian State University em 2013 e do Bates College em 2007.
O Google homenageou Carle e seu livro The Very Hungry Caterpillar, pedindo-lhe que desenhasse o logotipo " Google doodle", apresentado em sua página inicial em 20 de março de 2009, comemorando o primeiro dia da primavera. Ele também projetou um "doodle" com tema outonal para uso no hemisfério sul.
Carle ganhou vários prêmios por seu trabalho em literatura infantil, incluindo o Japan Picture Book Award, a Regina Medal e o Lifetime Achievement Award da Society of Illustrators, e a maioria por suas colagens, todas de 1989 a 2008.  Em 2003, recebeu o Prêmio Laura Ingalls Wilder (agora chamado de Children's Literature Legacy Award), de bibliotecários infantis profissionais, que reconhece um autor ou ilustrador cujos livros, publicados nos Estados Unidos, fizeram "uma contribuição substancial e duradoura para a literatura infantil ".  O comitê citou suas "observações visuais do mundo natural" e seus designs inovadores: "Levando o meio da colagem a um novo nível, Carle cria livros usando cores luminosas e designs lúdicos, muitas vezes incorporando uma dimensão interativa, descobertas táteis ou auditivas,  páginas cortadas, desdobráveis e outros usos inovadores do espaço da página. "
Em uma pesquisa de 2012 com os leitores do School Library Journal , The Very Hungry Caterpillar foi eleito o segundo melhor livro infantil ilustrado, atrás de Where the Wild Things Are.
Em 2019, Uroballus carlei, uma espécie de aranha saltadora imitando uma lagarta, foi batizada em homenagem a Carle, para comemorar o 50º aniversário da publicação de The Very Hungry Caterpillar, e para comemorar seu 90º aniversário.
A exposição "Eric Carle's Picture Books: Celebrating 50 Years of The Very Hungry Caterpillar" " do Frist Art Museum esteve em exibição de 18 de outubro de 2019 a 23 de fevereiro de 2020. Em novembro de 2019, Carle vendeu seus direitos de publicação para a Penguin Random House.
Carle morreu em 23 de maio de 2021, em seu estúdio em Northampton, Massachusetts, de insuficiência renal, pouco mais de um mês antes de seu 92º aniversário.

## Trabalhos selecionados
Eric Carle escreveu mais de 70 livros, que venderam 170 milhões de unidades.
- 1967, Brown Bear, Brown Bear, What Do You See? (ilustrador)
- 1969, The Very Hungry Caterpillar
- 1977, The Grouchy Ladybug
- 1986, Papa, Please Get the Moon for Me
- 1986, All in a Day (Mitsumasa Anno editor)
- 1991, Polar Bear, Polar Bear, What Do You Hear? (ilustrador)
- 2003, Panda Bear, Panda Bear, What Do You See? (ilustrador)
- 2007, Baby Bear, Baby Bear, What Do You See? (ilustrador)